# Voodoocult (album)
Voodoocult è il secondo album del gruppo thrash metal Voodoocult pubblicato nel 1995.

## Tracce
1. Welcome to a New Season of Deathwish – 3:19
2. King of the Beautiful Cockroach – 4:12
3. The Stranger – 2:42
4. I Close My Eyes before I Bleed to Death – 5:02
5. When You Live As A Boy – 4:25
6. Exorcised by a Kiss – 4:26
7. Cliffhanger On A Bloody Sunday – 5:10
8. Violenca – 4:44
9. Egomania – 4:46
10. Die Erotik Der Maschine – 4:24
11. Death Of A Kung Fu Fighter – 4:49

## Formazione
- Dave Ball - bassista
- Markus Freiwald - batterista
- Jim Martin - chitarrista
- Gabby Abularach - chitarrista
- Phillip Boa - cantante